# Alpiner Skiweltcup in Lake Louise 2021/22
Der Alpine Skiweltcup in Lake Louise 2021/22 gehörte zum Alpinen Skiweltcup 2021/22 und fand vom 23. bis zum 28. November 2021 (Herren) und vom 30. November bis zum 5. Dezember 2021 (Damen) in Lake Louise statt. Es wurden sowohl bei den Herren als auch bei den Damen zwei Rennen in der Abfahrt und ein Super-G ausgetragen.

## Streckendaten
|                    | Abfahrt Herren I            | Abfahrt Herren II           | Super-G Herren              | Abfahrt Damen I             | Abfahrt Damen II            | Super-G Damen               |
| ------------------ | --------------------------- | --------------------------- | --------------------------- | --------------------------- | --------------------------- | --------------------------- |
| Datum              | 26. November                | 27. November                | 28. November                | 3. Dezember                 | 4. Dezember                 | 5. Dezember                 |
| Ort                | Men’s Olympic / East Summit | Men’s Olympic / East Summit | Men’s Olympic / East Summit | Men’s Olympic / East Summit | Men’s Olympic / East Summit | Men’s Olympic / East Summit |
| Startzeit 1. Lauf  | 12:00 Uhr                   | 12:15 Uhr                   | 12:15 Uhr                   | 12:30 Uhr                   | 12:30 Uhr                   | 10:30 Uhr                   |
| Seehöhe Start      | 2507 m                      | 2507 m                      | 2330 m                      | 2476 m                      | 2476 m                      | 2193 m                      |
| Seehöhe Ziel       | 1680 m                      | 1680 m                      | 1680 m                      | 1680 m                      | 1680 m                      | 1680 m                      |
| Höhendifferenz     | 827 m                       | 827 m                       | 650 m                       | 796 m                       | 796 m                       | 513 m                       |
| Streckenlänge      | 3123 m                      | 3123 m                      | 2485 m                      | 3052 m                      | 3052 m                      | 1860 m                      |
| Kurssetzer 1. Lauf | Hannes Trinkl (FIS)         | Hannes Trinkl (FIS)         | Randy Pelkey (USA)          | Jean-Philippe Vulliet (FIS) | Jean-Philippe Vulliet (FIS) | Florian Scheiber (AUT)      |
| Tore 1. Lauf       | 42                          | 42                          | 48                          | 44                          | 44                          | 42                          |

## Teilnehmende Nationen und Athleten
Es nahmen 124 Skirennläufer (davon 59 Damen und 65 Herren) aus 22 Nationen am Alpinen Skiweltcup in Lake Louise teil.
| Nation                            | Anzahl               | Athletin | Athlet |
| Europa (17 Nationen)              | Europa (17 Nationen) | Europa (17 Nationen) | Europa (17 Nationen) |
| --------------------------------- | -------------------- | --- | --- |
| Andorra                           | 1                    | Cande Moreno (nur Abfahrt I) | |
| Bosnien und Herzegowina           | 1                    | Elvedina Muzaferija | |
| Deutschland                       | 2+5                  | Kira Weidle, Nadine Kapfer | Andreas Sander, Romed Baumann, Dominik Schwaiger, Josef Ferstl, Simon Jocher                                                                        |
| Frankreich                        | 4+9                  | Tiffany Gauthier, Romane Miradoli, Laura Gauché, Camille Cerutti | Johan Clarey, Matthieu Bailet, Maxence Muzaton, Alexis Pinturault, Nicolas Raffort, Victor Schuller, Nils Alphand, Blaise Giezendanner, Roy Piccard |
| Italien                           | 8+7                  | Nadia Delago, Sofia Goggia, Federica Brignone, Elena Curtoni, Francesca Marsaglia, Nicol Delago, Roberta Melesi, Karoline Pichler | Dominik Paris, Christof Innerhofer, Matteo Marsaglia, Emanuele Buzzi, Mattia Casse, Riccardo Tonetti, Guglielmo Bosca                               |
| Liechtenstein                     | 1                    | | Nico Gauer |
| Monaco                            | 1                    | | Arnaud Alessandria |
| Norwegen                          | 1+4                  | Ragnhild Mowinckel | Kjetil Jansrud, Aleksander Aamodt Kilde, Henrik Røa, Adrian Smiseth Sejersted                                                                       |
| Österreich                        | 13+8                 | Ramona Siebenhofer, Stephanie Venier, Mirjam Puchner, Nicole Schmidhofer, Tamara Tippler, Ricarda Haaser (nur Abfahrt I & Super-G), Cornelia Hütter, Christine Scheyer, Nadine Fest (nur Abfahrt I & II), Christina Ager (nur Abfahrt I), Vanessa Nussbaumer (nur Abfahrt I & II), Elisabeth Reisinger (nur Abfahrt II), Ariane Rädler (nur Abfahrt II & Super-G) | Vincent Kriechmayr, Daniel Hemetsberger, Matthias Mayer, Max Franz, Otmar Striedinger, Daniel Danklmaier, Christian Walder, Stefan Babinsky         |
| Russland                          | 1+1                  | Julija Michailowna Pleschkowa | Pawel Sergejewitsch Trichitschew |
| Schweden                          | 1+2                  | Lisa Hörnblad | Felix Monsén, Olle Sundin |
| Schweiz                           | 7+8                  | Priska Nufer, Corinne Suter, Lara Gut-Behrami, Jasmine Flury, Joana Hählen, Noémie Kolly, Stephanie Jenal | Marco Odermatt, Beat Feuz, Stefan Rogentin, Niels Hintermann, Gilles Roulin, Yannick Chabloz, Lars Rösti, Justin Murisier                           |
| Slowenien                         | 2+3                  | Ilka Štuhec, Maruša Ferk Saioni | Martin Čater, Boštjan Kline, Miha Hrobat |
| Slowakei                          | 1                    | | Martin Bendík |
| Spanien                           | 1                    | | Adur Etxezarreta |
| Tschechien                        | 1                    | Ester Ledecká | |
| Vereinigtes Königreich            | 1                    | | Roy-Alexander Steudle |
| Nord- und Südamerika (3 Nationen) |                      | | |
| Argentinien                       | 1                    | Francesca Baruzzi Farriol (nur Super-G) | |
| Kanada                            | 6+6                  | Marie-Michèle Gagnon, Roni Remme, Stefanie Fleckenstein, Candace Crawford, Katrina van Soest (nur Super-G), Sarah Bennett (nur Super-G) | Alexander Cameron, Jeffrey Read, Brodie Seger, Benjamin Thomsen, James Crawford, Broderick Thompson                                                 |
| Vereinigte Staaten                | 8+7                  | Breezy Johnson, Keely Cashman, Isabella Wright, Jacqueline Wiles, Mikaela Shiffrin, Alix Wilkinson (nur Abfahrt I & II), Lauren Macuga (nur Abfahrt I & II), Tricia Mangan (nur Super-G) | Ryan Cochran-Siegle, Bryce Bennett, Travis Ganong, Jared Goldberg, Steven Nyman, Erik Arvidsson, Sam Morse                                          |
| Ozeanien (2 Nation)               |                      | | |
| Australien                        | 1                    | Greta Small | |
| Neuseeland                        | 1                    | Alice Robinson (nur Super-G) | |

## Bericht Herren

### Vorbericht
Am Samstag, dem 13. November 2021, gab der FIS-Renndirektor Hannes Trinkl bei der obligatorischen Schneekontrolle grünes Licht für die zwei Abfahrten und einen Super-G in Lake Louise. Im vergangenen Jahr 2020 mussten die Rennen wegen der COVID-19-Pandemie abgesagt werden.

### Dienstag, 23. November 2021, 1. Abfahrtstraining
Bei schwierigen, wechselhaften Lichtverhältnissen gewann das erste Abfahrtstraining, das über den gesamten Streckenverlauf ging, der Österreicher Max Franz mit einer Zeit von 1:48,93 Minuten vor seinem Landsmann Otmar Striedinger (+ 0,05 s) und dem Amerikaner Travis Ganong (+ 0,34 s). Viele der Topathleten hielten sich im Training noch zurück und holten noch nicht alles aus sich heraus. Nicht am Start waren die Schweizer Carlo Janka, Mauro Caviezel (beide verletzt), Urs Kryenbühl und Ralph Weber (Einreiseprobleme).

### Mittwoch, 24. November 2021, 2. Abfahrtstraining
Das zweite Abfahrtstraining, das ab dem Reservestartplatz begann, gewann der Norweger Aleksander Aamodt Kilde bei seinem Comeback nach einem überstandenen Kreuzbandriss mit einer Zeit von 1:44,68 Minuten vor dem 28-jährigen Slowenen Bostjan Kline (+ 0,42 s) und dem Österreicher Max Franz (+ 0,48 s). Wie schon am Vortag, deckten die Italiener nicht alle Karten auf und hielten sich zurück.

### Donnerstag, 25. November 2021, 3. Abfahrtstraining
Das dritte Abfahrtstraining wurde am Mittwochnachmittag wegen ungünstiger Wetterprognosen sowie des dichten Programms abgesagt.

### Freitag, 26. November 2021, Abfahrt I
In der Nacht von Donnerstag auf Freitag schneite es, der Schneefall hielt bis zum Vormittag an. Die Pistenarbeiter hatten über Nacht mit viel Neuschnee zu kämpfen. Nach verschobener Besichtigung der Rennpiste sagte die Rennjury zweieinhalb Stunden vor der offiziellen Startzeit (20.00 Uhr MEZ) die erste von zwei Abfahrten in Lake Louise ab.

### Samstag, 27. November 2021, Abfahrt II
Die Strecke in Lake Louise war nicht einfach zu fahren, sie hatte zahlreiche Wellen, Schläge nach dem Neuschnee und schlechte Sichtverhältnisse kamen noch hinzu.
Die Abfahrt gewann der Österreicher Matthias Mayer (elfter Weltcupsieg) mit einer Zeit von 1:47,74 Minuten vor dem Österreicher Vincent Kriechmayr (+ 0,23 s) und dem Schweizer Beat Feuz (+ 0,35 s). Vierter wurde der Schweizer Marco Odermatt (+ 0,40 s). Der Österreicher Max Franz (+ 0,56 s) war in den Abfahrtstrainings auf den Plätzen eins und drei und konnte mit Platz fünf in der Abfahrt seine guten Leistungen bestätigen. Romed Baumann (+ 0,77 s) aus Deutschland konnte mit Platz sechs sein Olympiaticket für Peking 2022 sichern. Bester Franzose wurde Mathieu Bailet (+ 0,79 s) mit Platz sieben. Der Südtiroler Dominik Paris (+ 0,96 s) fuhr auf den achten Platz. Aleksander Aamodt Kilde (+ 1,01 s) aus Norwegen kam bei seinem Comeback auf den neunten Platz und konnte seine guten Leistungen aus den Abfahrtstrainings nicht bestätigen. Dahinter reihte sich auf Platz zehn der Amerikaner Ryan Cochran-Siegle (+ 1,04 s) ein. Zweitbester Schweizer wurde Niels Hintermann (+ 1,12 s) mit Platz elf. Stefan Rogentin (+ 1,66 s) aus der Schweiz kam auf den zwölften Platz.

### Sonntag, 28. November 2021, Super-G
Die Rennjury sagte den ersten Super-G der Saison 2021/22 wegen heftigen Schneefalls, der in der Nacht von Samstag auf Sonntag kam, ab.

## Ergebnisse Herren

### Abfahrt II
- Wetter: sonnig, Schnee: Kompakt, Temperatur Start: −7 °C, Temperatur Ziel: −6 °C
- Vorläufer:  Tanner Perkins,  Gerrit Van Soest,  Grey Flanagan

| Platz | Name                    | Zeit        |
| ----- | ----------------------- | ----------- |
|       | Matthias Mayer          | 1:47,74 min |
|       | Vincent Kriechmayr      | 1:47,97 min |
|       | Beat Feuz               | 1:48,09 min |
| 04    | Marco Odermatt          | 1:48,14 min |
| 05    | Max Franz               | 1:48,30 min |
| 06    | Romed Baumann           | 1:48,51 min |
| 07    | Matthieu Bailet         | 1:48,53 min |
| 08    | Dominik Paris           | 1:48,70 min |
| 09    | Aleksander Aamodt Kilde | 1:48,75 min |
| 10    | Ryan Cochran-Siegle     | 1:48,78 min |
| 11    | Boštjan Kline           | 1:48,83 min |
| 12    | Niels Hintermann        | 1:48,86 min |
| 13    | Felix Monsén            | 1:49,04 min |
| 14    | Daniel Hemetsberger     | 1:49,26 min |
| 15    | Otmar Striedinger       | 1:49,29 min |
| 16    | Daniel Danklmaier       | 1:49,33 min |
| 17    | Stefan Rogentin         | 1:49,40 min |
| 18    | Kjetil Jansrud          | 1:49,45 min |
| 19    | Josef Ferstl            | 1:49,48 min |
| 20    | Andreas Sander          | 1:49,50 min |
| 21    | Johan Clarey            | 1:49,53 min |

| Platz | Name                     | Zeit        |
| ----- | ------------------------ | ----------- |
| 22    | Christian Walder         | 1:49,62 min |
| 23    | Dominik Schwaiger        | 1:49,65 min |
| 24    | James Crawford           | 1:49,72 min |
| 25    | Christof Innerhofer      | 1:49,82 min |
| 26    | Travis Ganong            | 1:49,91 min |
|       | Bryce Bennett            | 1:49,91 min |
| 28    | Maxence Muzaton          | 1:49,97 min |
| 29    | Adrian Smiseth Sejersted | 1:49.99 min |
| 30    | Simon Jocher             | 1:50,07 min |
| 31    | Brodie Seger             | 1:50,08 min |
| 32    | Alexis Pinturault        | 1:50,09 min |
| 33    | Martin Čater             | 1:50,12 min |
| 34    | Matteo Marsaglia         | 1:50,14 min |
| 35    | Gilles Roulin            | 1:50,27 min |
|       | Steven Nyman             | 1:50,27 min |
| 37    | Justin Murisier          | 1:50,30 min |
|       | Erik Arvidsson           | 1:50,30 min |
| 39    | Jeffrey Read             | 1:50,36 min |
| 40    | Yannick Chabloz          | 1:50,42 min |
| 41    | Sam Morse                | 1:50,44 min |
| 42    | Victor Schuller          | 1:50,52 min |

| Platz | Name                             | Zeit        |
| ----- | -------------------------------- | ----------- |
| 43    | Mattia Casse                     | 1:50,58 min |
| 44    | Olle Sundin                      | 1:50,64 min |
| 45    | Riccardo Tonetti                 | 1:50,76 min |
| 46    | Nico Gauer                       | 1:50,83 min |
| 47    | Nils Alphand                     | 1:50,87 min |
| 48    | Pawel Sergejewitsch Trichitschew | 1:50,90 min |
| 49    | Broderick Thompson               | 1:51,12 min |
| 50    | Miha Hrobat                      | 1:51,17 min |
| 51    | Roy Piccard                      | 1:51,22 min |
| 52    | Blaise Giezendanner              | 1:51,32 min |
| 53    | Henrik Røa                       | 1:51,35 min |
| 54    | Benjamin Thomsen                 | 1:51,53 min |
| 55    | Stefan Babinsky                  | 1:51,65 min |
| 56    | Guglielmo Bosca                  | 1:51,66 min |
| 57    | Lars Rösti                       | 1:52,01 min |
| 58    | Alexander Cameron                | 1:52,73 min |
| 59    | Martin Bendík                    | 1:52,74 min |
| 60    | Arnaud Alessandria               | 1:52,74 min |
| 61    | Roy-Alexander Steudle            | 1:55,12 min |

## Bericht Damen

### Vorbericht
Die Österreicherin Nicole Schmidhofer kam nach einer schweren Verletzung, die sie sich im Jahr zuvor in Val d’Isere zugezogen hatte, wieder auf die Rennpiste in Lake Louise zurück. Auch die Südtirolerin Nicol Delago kam wieder zurück; sie hatte sich bei einem Sturz während einer Trainingsfahrt im Jahr 2020 in Sulden am Fuße des Ortlers die Achillessehne gerissen und war für die restliche Saison 2020/21 komplett ausgefallen.

### Dienstag, 30. November 2021, 1. Abfahrtstraining
Das erste Abfahrtstraining wurde wegen zu viel Neuschnee und Pistenpräparierung um eine halbe Stunde nach hinten verlegt, die neue Startzeit war um 13 Uhr Ortszeit. Sofia Goggia aus Italien gewann die Trainingsabfahrt mit einer Zeit von 1:51,96 Minuten vor der Slowenin Ilka Stuhec (+ 0,30 s) und der Schweizerin Joana Hählen (+ 0,58 s).

### Mittwoch, 1. Dezember 2021, 2. Abfahrtstraining
In der Nacht von Dienstag auf Mittwoch hatte es viel geschneit. Wegen der schlechten Wetterprognose für den ganzen Tag sagten die Organisatoren bereits um 6:30 Uhr Ortszeit das zweite Abfahrtstraining ab.

### Donnerstag, 2. Dezember 2021, 3. Abfahrtstraining
Auch das dritte Abfahrtstraining wurde – diesmal wegen der hohen Temperaturen – abgesagt. Durch die Absage konnte die Rennpiste für die anstehenden drei Tage gut präpariert werden.

### Freitag, 3. Dezember 2021, Abfahrt I
Die 29-jährige Sofia Goggia aus Italien gewann die Abfahrt deutlich mit einer Zeit von 1:46,95 Minuten vor der Amerikanerin Breezy Johnson (+ 1,47 s) und der Österreicherin Mirjam Puchner (+ 1,54 s). Auf den vierten Platz kam die Österreicherin Ramona Siebenhofer (+ 1,96 s); dahinter reihte sich die Schweizerin Corinne Suter (+ 2,02 s) auf Platz fünf ein. Die Italienerin Nadia Delago (+ 2,09 s) landete auf dem sechsten Platz. Cornelia Hütter (+ 2,15 s) aus Österreich kam als Siebente ins Ziel. Die zweite Delago-Schwester Nicol (+ 2,16 s), die ihr Comeback feierte, kam auf den achten Platz. Als Neunte ins Ziel kam die Schweizerin Jasmine Flury (+ 2,31 s). Die Deutsche Kira Weidle (+ 2,32 s) wurde Zehnte. Tamara Tippler (+ 2,34 s) aus Österreich bestritt ihren 100. Weltcupeinsatz und wurde Elfte. Die Schweizerinnen Priska Nufer (+ 2,64 s) und Lara Gut-Behrami (+ 2,74 s) kamen auf den 14. und 17. Platz. Zwischen den beiden Schweizerinnen landete auf dem 15. Platz die Österreicherin Christine Scheyer (+ 2,68 s). Die Amerikanerin Mikaela Shiffrin (+ 3,60 s), die mit Startnummer 31 ins Rennen ging, wurde 26. Nicole Schmidhofer (+ 4,62 s) aus Österreich, die ebenfalls ihr Comeback feierte, kam außerhalb der Punkteränge als 35. ins Ziel. Die zweite Deutsche Nadine Kapfer (+ 5,52 s) wurde 45.

### Samstag, 4. Dezember 2021, Abfahrt II
Während die erste Abfahrt noch bei schönem Wetter stattfand, gab es bei der zweiten Abfahrt dichten Nebel und leichten Schneefall. Auch die zweite Abfahrt gewann Sofia Goggia aus Italien mit einer Zeit von 1:28,42 Minuten vor der Amerikanerin Breezy Johnson (+ 0,84 s) und der Schweizerin Corinne Suter (+ 0,98 s). Cornelia Hütter (+ 1,16 s) aus Österreich, die mit Startnummer 27 ins Rennen ging, kam als Vierte ins Ziel. Die Österreicherin Christine Scheyer (+ 1,33 s) wurde Fünfte. Nadia Delago (+1,34 s) aus Italien kam als Sechste ins Ziel. Die Deutsche Kira Weidle (+ 1,44 s) wurde Siebente und löste damit ihr Olympiaticket für Peking 2022. Die Österreicherin Mirjam Puchner (+ 1,52 s), die am Vortag noch Dritte geworden war, kam als Achte ins Ziel. Bei ihrem Heimrennen kam die Kanadierin Marie-Michèle Gagnon (+ 1,60 s) als Neunte ins Ziel. Die Italienerin Federica Brignone (+ 1,70 s) wurde Zehnte. Auf den Plätzen 11 und 12 kamen die Österreicherinnen Ramona Siebenhofer (+ 1,74 s) und Tamara Tippler (+ 2,01 s). Die Schweizerin Joana Hählen (+ 2,14 s) kam auf den 14. Platz. Ariane Rädler (+ 2,38 s) aus Österreich kam als 19. ins Ziel und dahinter reihte sich ebenfalls aus Österreich Stephanie Venier (+ 2,48 s) ein. Nicol Delago aus Südtirol landete auf dem 21. Platz. Auf dem 23. Platz landete die Schweizerin Lara Gut-Behrami. Mikaela Shiffrin aus Amerika schaffte es nicht in die Top 30 und sammelte damit keine Weltcuppunkte. Die Deutsche Nadine Kapfer (+ 4,84 s) verschlechterte sich zum Vortag um einen Platz auf Platz 46.

### Sonntag, 5. Dezember 2021, Super-G
Zum dritten Mal hintereinander gewann Sofia Goggia aus Italien, die mit der Startnummer 14 ins Rennen ging, auch den Super-G mit einer Zeit von 1:18,28 Minuten vor der Schweizerin Lara Gut-Behrami (+ 0,11 s) und der Österreicherin Mirjam Puchner (+ 0,44 s). Puchner sorgte mit der hohen Startnummer 29 für eine Überraschung und verdrängte ihre Teamkollegin Tamara Tippler (+ 0,50 s) vom dritten auf den vierten Platz. Federica Brignone aus Italien wurde Fünfte. Die Amerikanerin Mikaela Shiffrin (+0,58) belegte Platz sechs. Elena Curtoni (+ 0,64 s)  aus Italien rundete mit Platz sieben das gute Mannschaftsergebnis ab. Die Österreicherin Ramona Siebenhofer kam auf den achten Platz und hatte eine Sekunde Rückstand auf Goggia. Den neunten Platz teilten sich die Schweizerin Joana Hählen und die Kanadierin Marie-Michèle Gagnon (+ 1,03 s). Die Österreicherin Nicole Schmidhofer (+ 1,40 s) belegte Platz 15. Die Deutsche Kira Weidle fuhr als 26. ins Ziel. Cornelia Hütter, Ricarda Haaser und Christine Scheyer landeten ebenso wie Stephanie Venier im geschlagenen Feld. Auch für die drei Südtirolerinnen Nicol Delago, Nadia Delago und Karoline Pichler lief der Super-G nicht nach ihren Wünschen. Die Österreicherin Ariane Rädler, die Schweizerin Priska Nufer, die Deutsche Nadine Kapfer und Ilka Štuhec aus Slowenien schieden aus.

## Ergebnisse Damen

### Abfahrt I
- Wetter: sonnig, Schnee: Hart gepackt, Temperatur Start: −13 °C, Temperatur Ziel: −10 °C
- Vorläufer:  Alison Mollin,  Trent Pennington,  Jay Poulter,  Justin Bigatel,  Jessie Ferguson

| Platz | Name                 | Zeit        |
| ----- | -------------------- | ----------- |
|       | Sofia Goggia         | 1:46,95 min |
|       | Breezy Johnson       | 1:48,42 min |
|       | Mirjam Puchner       | 1:48,49 min |
| 04    | Ramona Siebenhofer   | 1:48,91 min |
| 05    | Corinne Suter        | 1:48,97 min |
| 06    | Nadia Delago         | 1:49,04 min |
| 07    | Cornelia Hütter      | 1:49,10 min |
| 08    | Nicol Delago         | 1:49,11 min |
| 09    | Jasmine Flury        | 1:49,26 min |
| 10    | Kira Weidle          | 1:49,27 min |
| 11    | Tamara Tippler       | 1:49,29 min |
| 12    | Ester Ledecká        | 1:49,34 min |
| 13    | Federica Brignone    | 1:49,36 min |
| 14    | Priska Nufer         | 1:49,59 min |
| 15    | Christine Scheyer    | 1:49,63 min |
| 16    | Marie-Michèle Gagnon | 1:49,66 min |
| 17    | Lara Gut-Behrami     | 1:49,69 min |

| Platz | Name                          | Zeit        |
| ----- | ----------------------------- | ----------- |
|       | Stephanie Venier              | 1:49,69 min |
| 19    | Romane Miradoli               | 1:49,95 min |
| 20    | Ragnhild Mowinckel            | 1:50,19 min |
|       | Ilka Štuhec                   | 1:50,19 min |
| 22    | Elena Curtoni                 | 1:50,20 min |
| 23    | Jacqueline Wiles              | 1:50,23 min |
| 24    | Lisa Hörnblad                 | 1:50,27 min |
| 25    | Nadine Fest                   | 1:50,31 min |
| 26    | Mikaela Shiffrin              | 1:50,55 min |
| 27    | Isabella Wright               | 1:50,57 min |
| 28    | Joana Hählen                  | 1:50,66 min |
| 29    | Julija Michailowna Pleschkowa | 1:50,67 min |
| 30    | Ricarda Haaser                | 1:50,83 min |
| 31    | Laura Gauché                  | 1:51,03 min |
| 32    | Francesca Marsaglia           | 1:51,09 min |
| 33    | Alix Wilkinson                | 1:51,14 min |
| 34    | Roberta Melesi                | 1:51,49 min |

| Platz | Name                  | Zeit        |
| ----- | --------------------- | ----------- |
| 35    | Nicole Schmidhofer    | 1:51,57 min |
| 36    | Camille Cerutti       | 1:51,66 min |
|       | Maruša Ferk           | 1:51,66 min |
| 38    | Stefanie Fleckenstein | 1:51,97 min |
| 39    | Vanessa Nussbaumer    | 1:52,04 min |
| 40    | Cande Moreno          | 1:52,16 min |
| 41    | Tiffany Gauthier      | 1:52,23 min |
| 42    | Christina Ager        | 1:52,25 min |
| 43    | Roni Remme            | 1:52,38 min |
| 44    | Stephanie Jenal       | 1:52,46 min |
| 45    | Nadine Kapfer         | 1:52,47 min |
| 46    | Karoline Pichler      | 1:52,57 min |
| 47    | Keely Cashman         | 1:52,67 min |
| 48    | Elvedina Muzaferija   | 1:52,68 min |
| 49    | Lauren Macuga         | 1:53,31 min |
| 50    | Greta Small           | 1:53,80 min |
| 51    | Candace Crawford      | 1:54,21 min |

### Abfahrt II
- Wetter: Schnee, Schnee: Hart gepackt, Temperatur Start: −12 °C, Temperatur Ziel: −10 °C
- Vorläufer:  Alison Mollin,  Trent Pennington,  Jay Poulter,  Justin Bigatel,  Christina Ager

| Platz | Name                 | Zeit        |
| ----- | -------------------- | ----------- |
|       | Sofia Goggia         | 1:48,42 min |
|       | Breezy Johnson       | 1:49,26 min |
|       | Corinne Suter        | 1:49,40 min |
| 04    | Cornelia Hütter      | 1:49,58 min |
| 05    | Christine Scheyer    | 1:49,75 min |
| 06    | Nadia Delago         | 1:49,76 min |
| 07    | Kira Weidle          | 1:49,86 min |
| 08    | Mirjam Puchner       | 1:49,94 min |
| 09    | Marie-Michèle Gagnon | 1:50,02 min |
| 10    | Federica Brignone    | 1:50,12 min |
| 11    | Ramona Siebenhofer   | 1:50,16 min |
| 12    | Tamara Tippler       | 1:50,43 min |
| 13    | Romane Miradoli      | 1:50,55 min |
| 14    | Joana Hählen         | 1:50,56 min |
|       | Elena Curtoni        | 1:50,56 min |
| 16    | Ragnhild Mowinckel   | 1:50,61 min |
|       | Ilka Štuhec          | 1:50,61 min |

| Platz | Name                          | Zeit        |
| ----- | ----------------------------- | ----------- |
| 18    | Lisa Hörnblad                 | 1:50,71 min |
| 19    | Ariane Rädler                 | 1:50,80 min |
| 20    | Stephanie Venier              | 1:50,90 min |
| 21    | Nicol Delago                  | 1:50,93 min |
| 22    | Ester Ledecká                 | 1:50,98 min |
| 23    | Lara Gut-Behrami              | 1:51,01 min |
| 24    | Laura Gauché                  | 1:51,05 min |
| 25    | Maruša Ferk                   | 1:51,16 min |
| 26    | Nadine Fest                   | 1:51,26 min |
| 27    | Julija Michailowna Pleschkowa | 1:51,30 min |
| 28    | Priska Nufer                  | 1:51,41 min |
| 29    | Camille Cerutti               | 1:51,43 min |
|       | Elisabeth Reisinger           | 1:51,43 min |
|       | Jacqueline Wiles              | 1:51,43 min |
| 32    | Vanessa Nussbaumer            | 1:51,44 min |
| 33    | Roberta Melesi                | 1:51,46 min |
| 34    | Isabella Wright               | 1:51,48 min |

| Platz | Name                  | Zeit        |
| ----- | --------------------- | ----------- |
| 35    | Francesca Marsaglia   | 1:51,49 min |
| 36    | Stephanie Jenal       | 1:51,54 min |
| 37    | Jasmine Flury         | 1:51,62 min |
| 38    | Mikaela Shiffrin      | 1:51,86 min |
| 39    | Stefanie Fleckenstein | 1:52,20 min |
| 40    | Tiffany Gauthier      | 1:52,42 min |
| 41    | Elvedina Muzaferija   | 1:52,44 min |
| 42    | Keely Cashman         | 1:52,47 min |
| 43    | Nicole Schmidhofer    | 1:52,66 min |
| 44    | Greta Small           | 1:52,97 min |
| 45    | Karoline Pichler      | 1:53,10 min |
| 46    | Nadine Kapfer         | 1:53,26 min |
| 47    | Roni Remme            | 1:53,34 min |
| 48    | Candace Crawford      | 1:53,55 min |
| 49    | Lauren Macuga         | 1:53,61 min |

### Super-G
- Wetter: sonnig, Schnee: Hart gepackt, Temperatur Start: −14 °C, Temperatur Ziel: −12 °C
- Vorläufer:  Alison Mollin,  Trent Pennington,  Jay Poulter,  Nadine Fest,  Justin Bigatel

| Platz | Name                 | Zeit        |
| ----- | -------------------- | ----------- |
|       | Sofia Goggia         | 1:18,28 min |
|       | Lara Gut-Behrami     | 1:18,39 min |
|       | Mirjam Puchner       | 1:18,72 min |
| 04    | Tamara Tippler       | 1:18,78 min |
| 05    | Federica Brignone    | 1:18,81 min |
| 06    | Mikaela Shiffrin     | 1:18,86 min |
| 07    | Elena Curtoni        | 1:18,92 min |
| 08    | Ramona Siebenhofer   | 1:19,28 min |
| 09    | Joana Hählen         | 1:19,31 min |
|       | Marie-Michèle Gagnon | 1:19,31 min |
| 11    | Breezy Johnson       | 1:19,36 min |
| 12    | Ragnhild Mowinckel   | 1:19,37 min |
| 13    | Ester Ledecká        | 1:19,38 min |
| 14    | Francesca Marsaglia  | 1:19,39 min |
| 15    | Nicole Schmidhofer   | 1:19,68 min |

| Platz | Name                          | Zeit        |
| ----- | ----------------------------- | ----------- |
| 16    | Maruša Ferk                   | 1:19,70 min |
| 17    | Corinne Suter                 | 1:19,79 min |
| 18    | Cornelia Hütter               | 1:19,83 min |
| 19    | Ricarda Haaser                | 1:19,87 min |
| 20    | Alice Robinson                | 1:20,01 min |
| 21    | Christine Scheyer             | 1:20,04 min |
| 22    | Jasmine Flury                 | 1:20,08 min |
| 23    | Julija Michailowna Pleschkowa | 1:20,09 min |
|       | Roberta Melesi                | 1:20,09 min |
| 25    | Kira Weidle                   | 1:20,11 min |
| 26    | Tiffany Gauthier              | 1:20,26 min |
| 27    | Romane Miradoli               | 1:20,28 min |
| 28    | Nicol Delago                  | 1:20,34 min |
| 29    | Keely Cashman                 | 1:20,38 min |
| 30    | Jacqueline Wiles              | 1:20,41 min |

| Platz | Name                      | Zeit        |
| ----- | ------------------------- | ----------- |
| 31    | Laura Gauché              | 1:20,55 min |
| 32    | Nadia Delago              | 1:20,57 min |
| 33    | Camille Cerutti           | 1:20,72 min |
| 34    | Lisa Hörnblad             | 1:20,82 min |
|       | Stephanie Venier          | 1:20,82 min |
| 36    | Candace Crawford          | 1:20,90 min |
| 37    | Tricia Mangan             | 1:21,07 min |
| 38    | Stephanie Jenal           | 1:21,17 min |
| 39    | Roni Remme                | 1:21,32 min |
| 40    | Karoline Pichler          | 1:21,72 min |
| 41    | Stefanie Fleckenstein     | 1:21,75 min |
| 42    | Katrina van Soest         | 1:22,58 min |
| 43    | Greta Small               | 1:22,97 min |
| 44    | Francesca Baruzzi Farriol | 1:23,95 min |